# Rio Haliácmon
O rio Haliácmon (em grego antigo: Ἁλιάκμων, transl. Haliákmōn no dialeto ático ou Aliákmōn no dialeto jônico; em grego moderno Αλιάκμονας, transl. Aliákmonas; em macedônio e búlgaro: Бистрица, transl. Bistritsa; em turco: İnce Karasu) é o maior rio da Grécia, com 297 km de comprimento. A partir da nascente, no maciço de Pindo, talha estreitas gargantas através das terras altas da Macedónia e está represado para a produção de energia hidroeléctrica na Barragem de Aliakmon, construída em 1973, antes de se lançar no Mar Egeu.

## Galeria

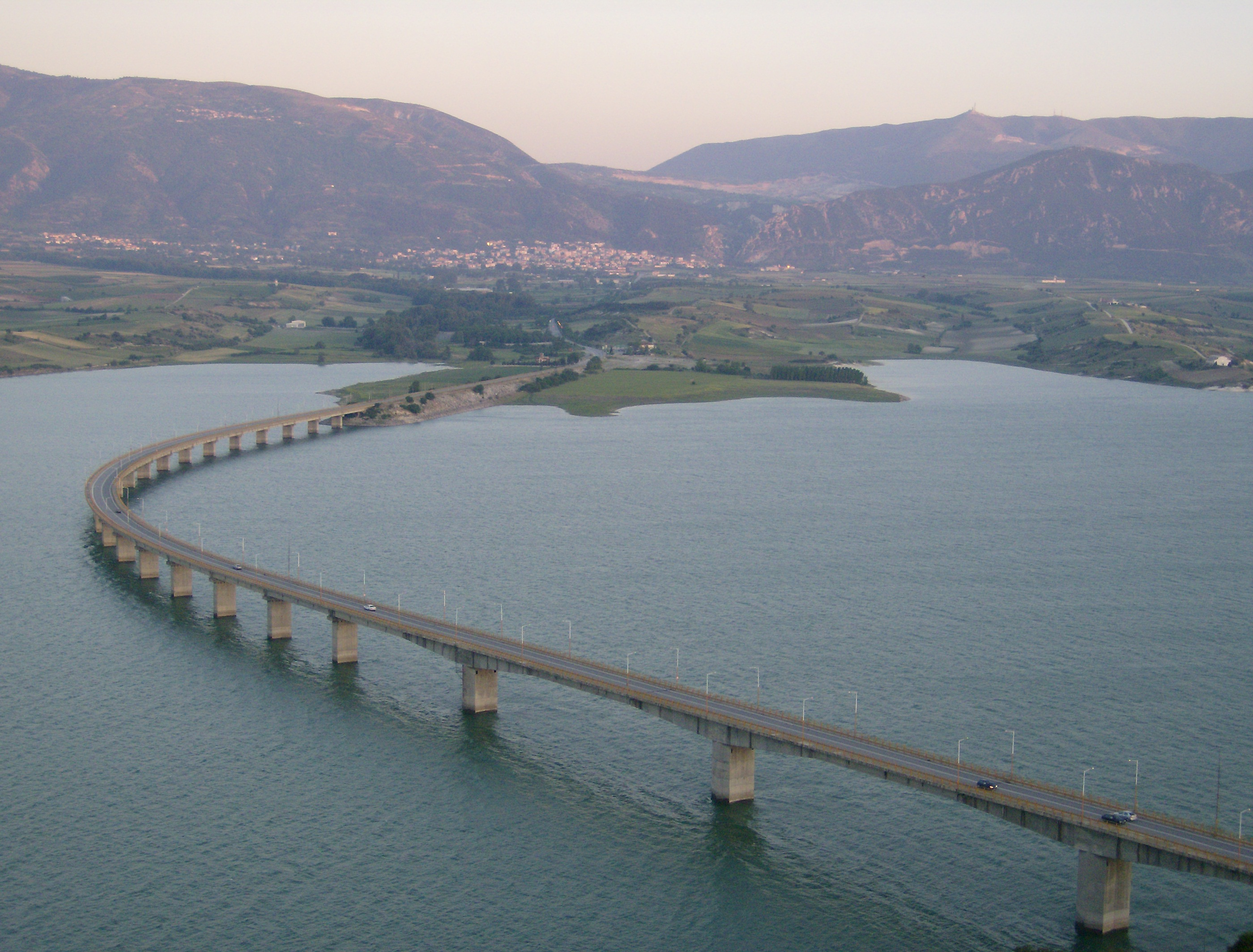
Ponte sobre o Aliakmon em Kozani